# Corum (Uhrenhersteller)
Die Montres Corum SàRL (kurz: Corum) ist ein Schweizer Uhrenhersteller, der 1955 in La Chaux-de-Fonds von Gaston Ries und seinem Onkel René Bannwart gegründet wurde.
Der Firmenname leitet sich vom lateinischen Wort Quorum ab.
Die Firma Corum stellt ausschließlich Uhren im Hochpreissegment her, ist jedoch keine Uhrenmanufaktur. Die Firma Corum bezieht die Uhrwerke beispielsweise von der ETA SA oder auch „Frederic Piguet“. 
Bekannt ist Corum für ausgefallene Designideen. So wurden bereits seit 1964 Münzen, die man in der Mitte geteilt hatte, als Gehäuse verwendet; es entstanden die sogenannten „Coin Watches“. Aktuell (2021) ist die so verarbeitete 20-$-Double-Eagle-Goldmünze als Uhr erhältlich („Heritage Coin“). 
2018 ging man einen Schritt weiter und orientierte sich für Sondereditionen an den sogenannten „Hobo-Coins“, das waren Münzen, die (vor allem in der Zeit der Great Depression) von amerikanischen Wanderarbeitern kunstvoll in ihrem Aussehen verändert worden waren und dadurch hohe Wertsteigerungen erfuhren. Ein Beispiel dafür ist die 2020 gemeinsam mit der Hamburger Juwelierfirma Leicht herausgebrachte limitierte Sonderedition anlässlich der Restaurierung der Viermastbark Peking. Hierfür wurden silberne Ein-Dollar-Münzen umgraviert. Die beiden Motive zu den Gravuren wurden von Dietmute Walter aus Hamburg entworfen.
Die aktuellen Designlinien lauten „Heritage“, „Admiral“, „Lab“, „Golden Bridge“ und „Bubble“. Neben außergewöhnlichem Design kommen aber auch technisch ausgefallene Uhrwerke zum Einsatz. Corum bietet als einer von wenigen Herstellern Uhren mit Stabwerk an und integriert seit 2011 das weltweit einzige Stabwerk mit automatischem Aufzug (CORUM-Kaliber CO-313) in seiner „Golden Bridge Automatic“.

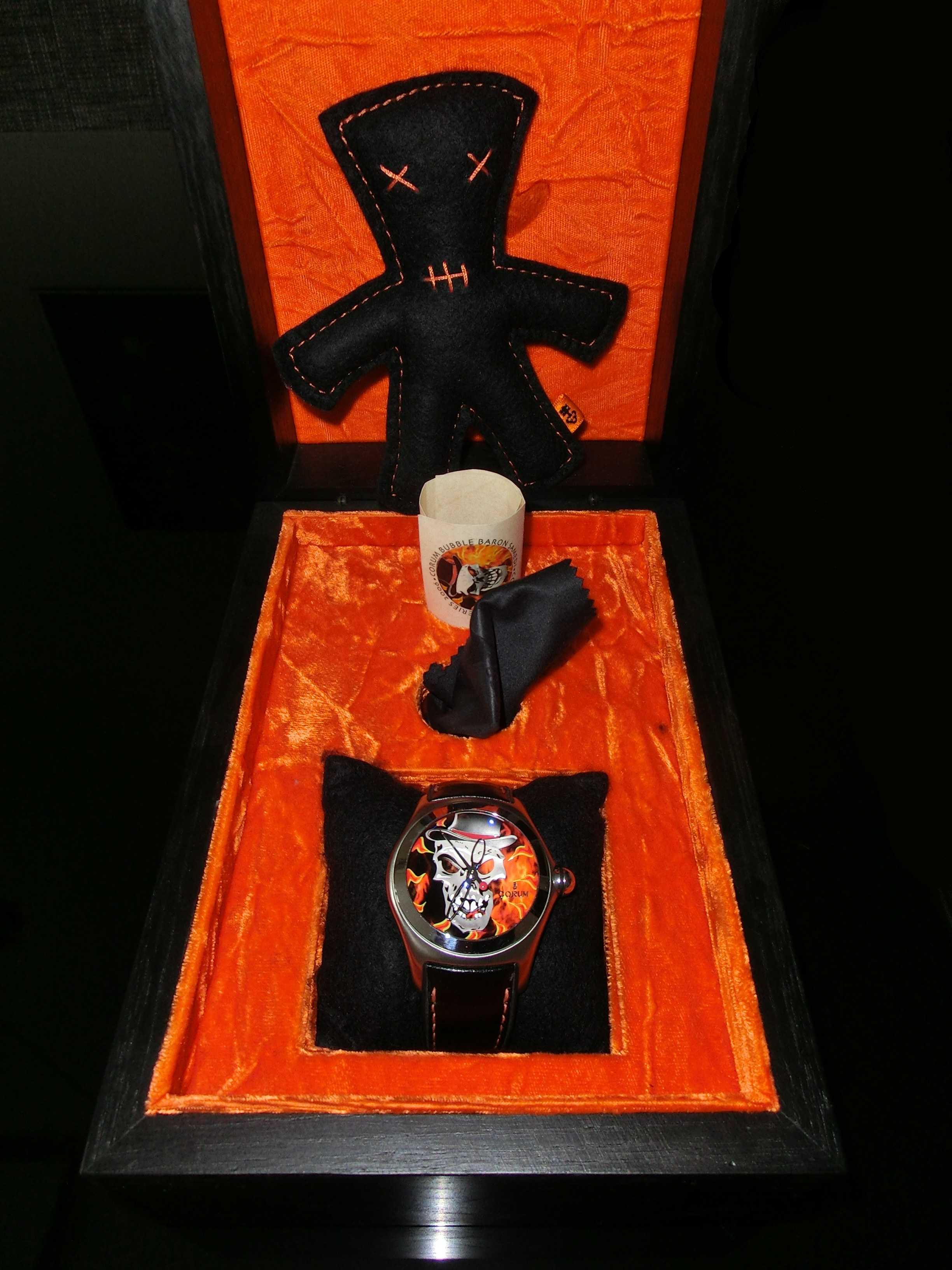
Corum Bubble "Baron Samedi"

Im April 2013 wurde Corum vom chinesischen Unternehmen China Haidian übernommen.